# Лопатепері
Лопатепері (Sarcopterygii) — група (в ранзі класу або підкласу) хребетних надкласу хоанових (Choanata).
Наукова назва утворена від грец. σαρξ («м'ясо», «плоть») + πτερυξ («плавець»).

## Філогенія

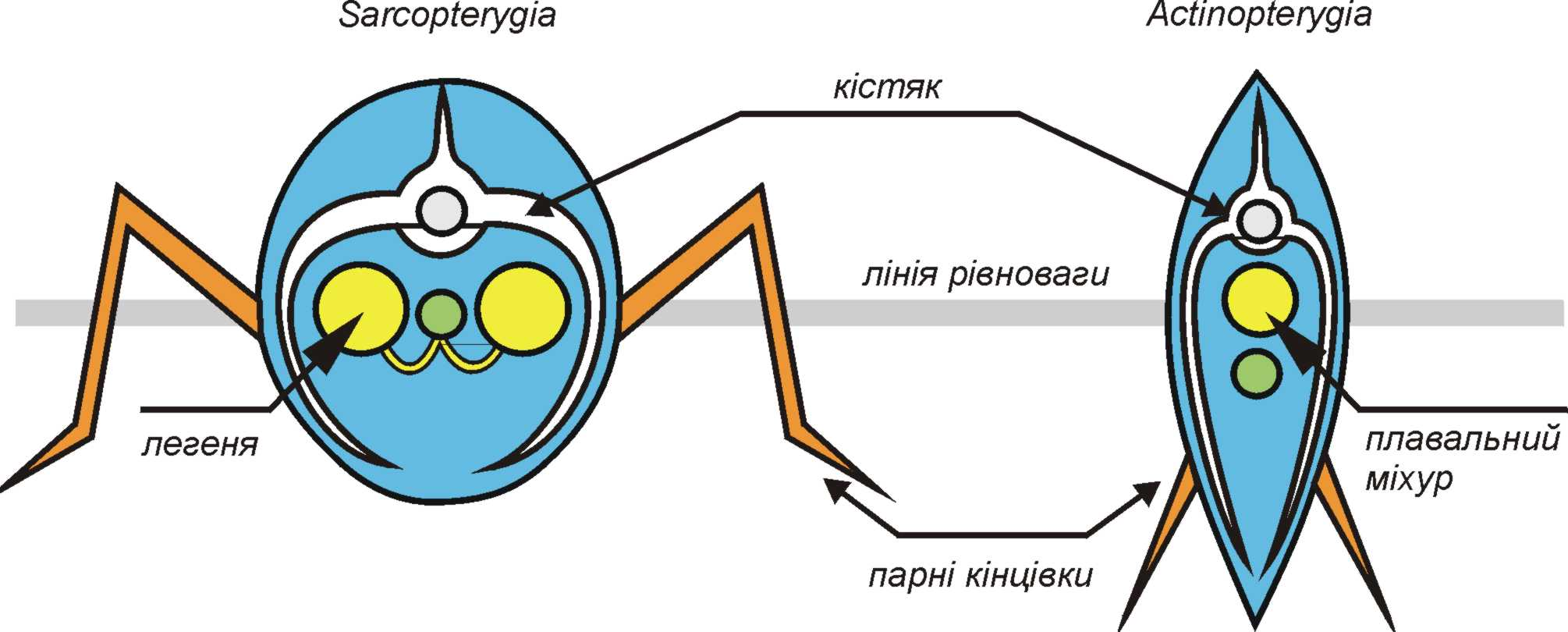
Відмінності плану будови та форми тіла лопатеперих (Sarcopterygia) і променеперих (Actinopterygia). План будови променеперих став основою плану будови тетрапод: широке тіло, парні легені, з'єднані з кишковою трубкою, парні кінцівки з членистим внутрішнім скелетом. Актиноптеригії — похідна від ранніх пузирних група, план будови якої розвивався на основі тих самих ознак, що і план будови лопатеперих.

Лопатеперих традиційно розглядали як підклас класу Кісткові риби (Osteichthyes), що складається з целекантових (Coelacanthimorpha) та дводишних (Dipnoi). У таксономії (і відповідно, в номенклатурі) групу лопатеперих протиставляли іншим «кістковим рибам» — променеперим (Actinopterygii).

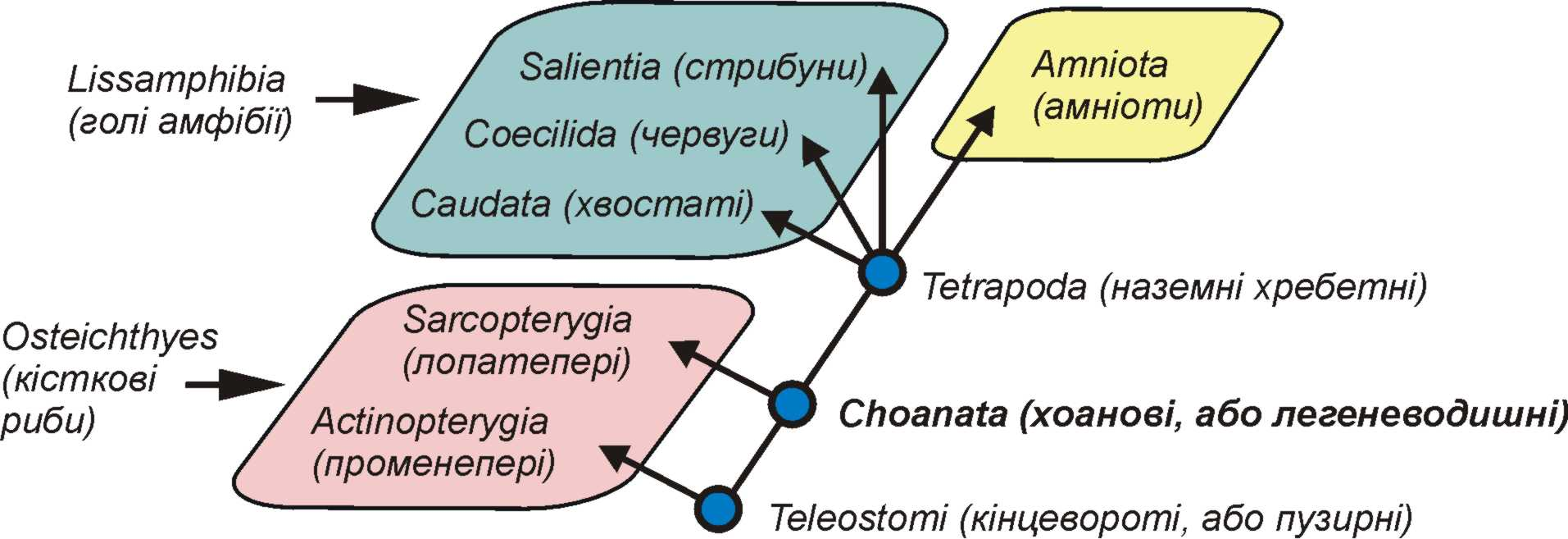
Сучасні уявлення про філогенетичні взаємини хоанових (Choanata) і місце лопатеперих (Sarcopterygia) на схемі ймовірних родинних стосунків сучасних груп. Ліворуч від схеми вказано назви традиційних великих класів, прийняті у давніх настановах із зоології та сучасних оглядах з іхтіології (напр.: Nelson, 1994), праворуч — назви клад, що визнаються у всіх сучасних кладистичних реконструкціях філогенезу хордових.

Сучасна таксономія, яка дотримується засад кладистики, у тому числі принципу монофілії, визначає лопатеперих як самостійну кладу хребетних, яка включає тетрапод (Tetrapoda), тобто типових наземних хребетних. Ця монофілетична група (клада) отримала назву хоанових (Choanata). Інколи в описах систематики хребетних таксон «хоанових» замінюють розширеним розумінням таксона Чотириногих (тобто Tetrapoda) і розглядають лопатеперих як вихідну групу всіх чотириногих (наземних) хребетних. Ця широка трактовка виходить з того, що плавці лопастеперих риб за своєю будовою настільки схожі з кінцівками чотириногих, що ці «риби» (ще від девонського періоду) вважаються їхніми прямими пращурами.
|  | Porolepiformes † |
|  |                  |
|  | Dipnoi           |
|  |                  |

|  | \| \| Osteolepiformes † \| \| \| \| \| \| Elpistostegalia † \| \| \| \| \| \| Tetrapoda (наземні хребетні) \| \| \| \| |
|  | |
|  | Osteolepiformes † |
|  | |
|  | Elpistostegalia † |
|  | |
|  | Tetrapoda (наземні хребетні)                                                                                           |
|  | |

|  | Osteolepiformes †            |
|  |                              |
|  | Elpistostegalia †            |
|  |                              |
|  | Tetrapoda (наземні хребетні) |
|  |                              |

|  | \| \| Osteolepiformes † \| \| \| \| \| \| Elpistostegalia † \| \| \| \| \| \| Tetrapoda (наземні хребетні) \| \| \| \| |
|  | |
|  | Osteolepiformes † |
|  | |
|  | Elpistostegalia † |
|  | |
|  | Tetrapoda (наземні хребетні)                                                                                           |
|  | |

|  | Osteolepiformes †            |
|  |                              |
|  | Elpistostegalia †            |
|  |                              |
|  | Tetrapoda (наземні хребетні) |
|  |                              |

|  | Porolepiformes † |
|  |                  |
|  | Dipnoi           |
|  |                  |

|  | \| \| Osteolepiformes † \| \| \| \| \| \| Elpistostegalia † \| \| \| \| \| \| Tetrapoda (наземні хребетні) \| \| \| \| |
|  | |
|  | Osteolepiformes † |
|  | |
|  | Elpistostegalia † |
|  | |
|  | Tetrapoda (наземні хребетні)                                                                                           |
|  | |

|  | Osteolepiformes †            |
|  |                              |
|  | Elpistostegalia †            |
|  |                              |
|  | Tetrapoda (наземні хребетні) |
|  |                              |

|  | \| \| Osteolepiformes † \| \| \| \| \| \| Elpistostegalia † \| \| \| \| \| \| Tetrapoda (наземні хребетні) \| \| \| \| |
|  | |
|  | Osteolepiformes † |
|  | |
|  | Elpistostegalia † |
|  | |
|  | Tetrapoda (наземні хребетні)                                                                                           |
|  | |

|  | Osteolepiformes †            |
|  |                              |
|  | Elpistostegalia †            |
|  |                              |
|  | Tetrapoda (наземні хребетні) |
|  |                              |

|  | Porolepiformes † |
|  |                  |
|  | Dipnoi           |
|  |                  |

|  | \| \| Osteolepiformes † \| \| \| \| \| \| Elpistostegalia † \| \| \| \| \| \| Tetrapoda (наземні хребетні) \| \| \| \| |
|  | |
|  | Osteolepiformes † |
|  | |
|  | Elpistostegalia † |
|  | |
|  | Tetrapoda (наземні хребетні)                                                                                           |
|  | |

|  | Osteolepiformes †            |
|  |                              |
|  | Elpistostegalia †            |
|  |                              |
|  | Tetrapoda (наземні хребетні) |
|  |                              |

|  | \| \| Osteolepiformes † \| \| \| \| \| \| Elpistostegalia † \| \| \| \| \| \| Tetrapoda (наземні хребетні) \| \| \| \| |
|  | |
|  | Osteolepiformes † |
|  | |
|  | Elpistostegalia † |
|  | |
|  | Tetrapoda (наземні хребетні)                                                                                           |
|  | |

|  | Osteolepiformes †            |
|  |                              |
|  | Elpistostegalia †            |
|  |                              |
|  | Tetrapoda (наземні хребетні) |
|  |                              |

|  | Porolepiformes † |
|  |                  |
|  | Dipnoi           |
|  |                  |

|  | \| \| Osteolepiformes † \| \| \| \| \| \| Elpistostegalia † \| \| \| \| \| \| Tetrapoda (наземні хребетні) \| \| \| \| |
|  | |
|  | Osteolepiformes † |
|  | |
|  | Elpistostegalia † |
|  | |
|  | Tetrapoda (наземні хребетні)                                                                                           |
|  | |

|  | Osteolepiformes †            |
|  |                              |
|  | Elpistostegalia †            |
|  |                              |
|  | Tetrapoda (наземні хребетні) |
|  |                              |

|  | \| \| Osteolepiformes † \| \| \| \| \| \| Elpistostegalia † \| \| \| \| \| \| Tetrapoda (наземні хребетні) \| \| \| \| |
|  | |
|  | Osteolepiformes † |
|  | |
|  | Elpistostegalia † |
|  | |
|  | Tetrapoda (наземні хребетні)                                                                                           |
|  | |

|  | Osteolepiformes †            |
|  |                              |
|  | Elpistostegalia †            |
|  |                              |
|  | Tetrapoda (наземні хребетні) |
|  |                              |

Докладно природна історія сучасних кистеперих описана у статті про целакантів.

## Систематика

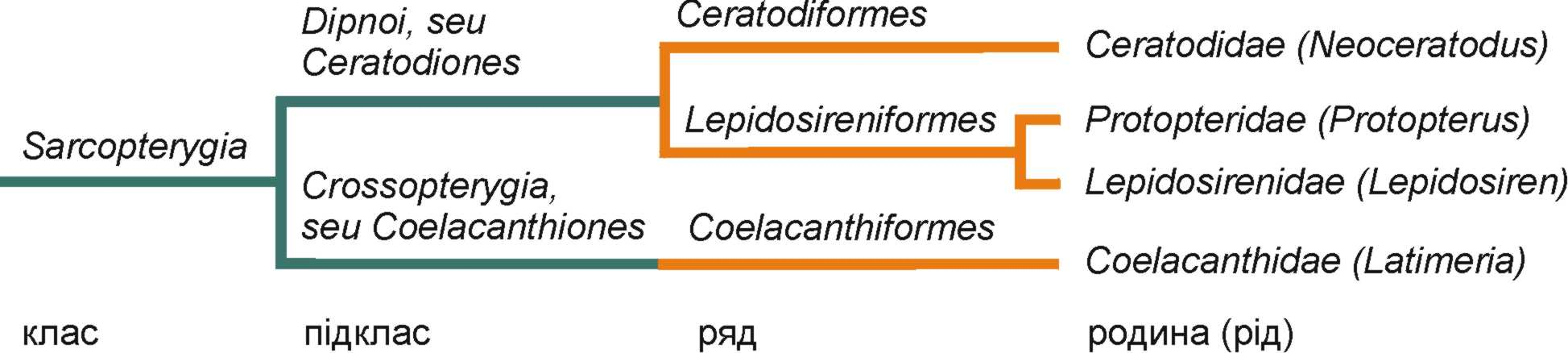
Таксономічне багатство і структура ймовірних родинних стосунків сучасних груп лопатеперих (Sarcopterygia) — найпримітивніших хоанат (Choanata).

Систематика лопатеперих за Nelson et al. (2016):
- Підклас Лопатепері (Sarcopterygii)
  - Інфраклас Actinistia
    - Ряд Coelacanthiformes

  - †Інфраклас Onychodontida
    - †Ряд Onychodontiformes

  - Інфраклас Dipnomorpha
    - †Надряд Porolepimorpha
      - †Ряд Porolepiformes

    - Надряд Дводишні (Dipnoi)
      - †Ряд Diabolepidiformes
      - †Ряд Dipnorhynchiformes
      - †Ряд Dipteriformes
      - †Ряд Ctenodontiformes
      - Ряд Рогозубоподібні (Ceratodontiformes)

  - †Інфраклас Rhizodontida
    - †Ряд Rhizodontiformes

  - †Інфраклас Osteolepidida
    - †Ряд Osteolepiformes

  - †Інфраклас Elpistostegalia
    - †Ряд Elpistostegaliformes

  - Інфраклас Чотириногі (Tetrapoda)

## Поширення
Лопатепері були доволі різноманітною групою у палеозойських (і частково пізніших) фаунах, як морських, так і прісноводних, проте за чисельністю ніколи не були в домінуючих групах тварин. Сучасне поширення обмежене переважно субтропічними районами південної півкулі (Африка, Австралія, Південна Америка). Сучасні дводишні поширені виключно у внутрішніх континентальних водоймах, натомість кистепері відомі лише з прибережних відносно глибоководних ділянок Індійського океану (біля Африки та Південно-Східної Азії).

## Наукове значення
Лопатепері є ключовою групою в еволюції наземних хребетних, і дослідження їхніх морфологічних особливостей дозволило сформулювати низку гіпотез щодо формування групи тетрапод та закономірностей освоєння хребетними суходолу, у тому числі формування наземних органів чуття (зокрема, середнього вуха), членистих кінцівок, легеневого дихання тощо.

## Морфологічні особливості
Клас об'єднує постійноводних хребетних (рибоподібних), що зберігають низку ознак, архаїчних для щелепноротих загалом. У них, зокрема, є пружна хорда, що оточена сполучнотканинною оболонкою. Тіла хребців присутні лише у хвостовому стеблі, в інших частинах осьового скелету є лише парні верхні дуги. Хвіст у лопатеперих — гетероцеркальний (у викопних форм) або дифіцеркальний (у сучасних видів). У кишечнику зберігся спіральний клапан, є клоака, в яку відкриваються кишка, протоки нирок та гонад; серце з розвиненим артеріальним конусом.
Особливістю лопатеперих є будова парних кінцівок та дихальної системи. Опорні лопаті грудних та черевних плавців — довгі та рухомі, їх внутрішній скелет складається з довгих кісток і по суті є бісеріальним. Як вирости черевної сторони стравоходу розвинуті 1–2 комірчасті міхурі, що виконують функцію дихання. Повітроводний шлях формується завдяки появі внутрішніх ніздрів — хоан, через які повітря поступає з ніздрів у ротову порожнину. Відбувається формування окремого легеневого кола кровообігу та відповідний поділ передсердя на два відділи. Череп — амфі- або аутостилічний. Тіло вкрите космоїдними або (вторинно) кістковими лусками.